# The Mirror Crack'd
The Mirror Crack'd is een Britse misdaadfilm uit 1980 onder regie van Guy Hamilton. Het scenario is gebaseerd op de misdaadroman The Mirror Crack'd from Side to Side (1962) van de Britse auteur Agatha Christie.

## Verhaal
Er wordt een film gedraaid in een klein dorp in Engeland. Al vlug blijkt dat de hoofdrolspelers elkaar niet kunnen luchten. Wanneer er iemand wordt vergiftigd, wordt Jane Marple gevraagd om de zaak onderzoeken.

## Rolverdeling
| Acteur             | Personage                 |
| ------------------ | ------------------------- |
| Angela Lansbury    | Jane Marple               |
| Elizabeth Taylor   | Marina Gregg              |
| Kim Novak          | Lola Brewster             |
| Rock Hudson        | Jason Rudd                |
| Wendy Morgan       | Cherry                    |
| Margaret Courtenay | Mevrouw Bantry            |
| Charles Gray       | Bates                     |
| Maureen Bennett    | Heather Babock            |
| Carolyn Pickles    | Juffrouw Giles            |
| Eric Dodson        | Majoor                    |
| Charles Lloyd Pack | Dominee                   |
| Richard Pearson    | Dokter Haydock            |
| Thick Wilson       | Burgemeester              |
| Pat Nye            | Vrouw van de burgemeester |
| Peter Woodthorpe   | Hopman                    |
| Geraldine Chaplin  | Ella Zielinsky            |
| Tony Curtis        | Martin N. Fenn            |
| Edward Fox         | Inspecteur Craddock       |